# أيل أحمر
الأيل الأحمر هو أحد أضخم أنواع الأيائل والذي يستوطن معظم أوروبا، وجبال القوقاز، وآسيا الصغرى، وبعض أجزاء آسيا الغربية والوسطى بالإضافة إلى جبال أطلس في المغرب وتونس والجزائر فيكون بهذا النوع الوحيد من الأيائل الذي يتواجد بشكل طبيعي في إفريقيا. وقد أدخلت الأيائل الحمراء إلى العديد من المناطق مثل نيوزيلندا والأرجنتين، حيث تشكل مصدراً للّحم كما في العديد من البلدان الأخرى.
الأيائل الحمراء حيوانات مجترّة تتميز بنفس المظاهر التي يُعرَف بها أي مجترّ، أي الحوافر المشقوقة والمعدة المؤلفة من أربع حجرات. كان يُعتقد في السابق أن الأيل الأحمر والألكة من أميركا الشمالية وآسيا الشرقية هما نفس النوع أما الآن فقد أظهرت دراسة الحمض النووي أن كلاً منهما يعدّ نوعا مختلفا، ويعتقد العلماء أن جميع الأيائل الحمراء تتحدر من سلف مشترك كان يعيش في آسيا الوسطى ويشابه أيل سيكا.
لم يصنّف الأيل الأحمر يوما على أنه معرّض لخطر الانقراض على الرغم من كونه كان نادرا في بعض المناطق أحيانا، إلا أن جهود المحافظة عليه بالإضافة لإعادة إدخاله دوما في المناطق التي تناقص فيها (في بريطانيا بشكل خاص) أدى إلى زيادة عدد جمهراته واستقرارها، أما في بعض المناطق الأخرى مثل شمال إفريقيا فقد استمرت الجمهرة بالتناقص على مر الزمن.
يظهر الأيل الأحمر بشكل متكرر في العديد من الميثولوجيات لشعوب وحضارات مختلفة حول العالم، أبرزها الميثولوجيا الكلتية، الجرمانية، الهندوسية، واليونانية، حيث يبرز غالبا كحيوان ذو طبيعة روحيّة. كما وجدت رسوم كهفيّة في العديد من الكهوف في بعض الدول كفرنسا وإسبانيا تُظهر الأيل الأحمر كطريدة لصيادي ما قبل التاريخ، وفي رسوم أخرى يظهر الأيل الأحمر بأوضاع لا يُعرف فيها ما إذا كان يُنظر إليه كطريدة أم حيوان مقدّس.
يُعتبر الأيل الأحمر اليوم أحد أكثر الطرائد الكبيرة المفضلة لدى الصيادين حيث يُربّى ويُزوّج انتقائيّا في بعض المزارع لإنتاج أفراد ضخمة جديرة بأن يُحتفظ برأسها أو قرونها كتذكار، ومن أبرز أيائل العالم الحمراء المربّاة خصيصا للصيد اليوم، تبرز أيائل نيوزيلندا في المقدمة.

## الفيزيولوجيا

### الوصف
الأيل الأحمر حيوان حافري ضخم ولا يفوقه في الحجم سوى صنفين آخرين من فصيلة الأيليات هما الموظ، الذي يسمونه الإلكة في أوروبا، والألكة أو الوابيت من أمريكا الشمالية وآسيا الشرقية.

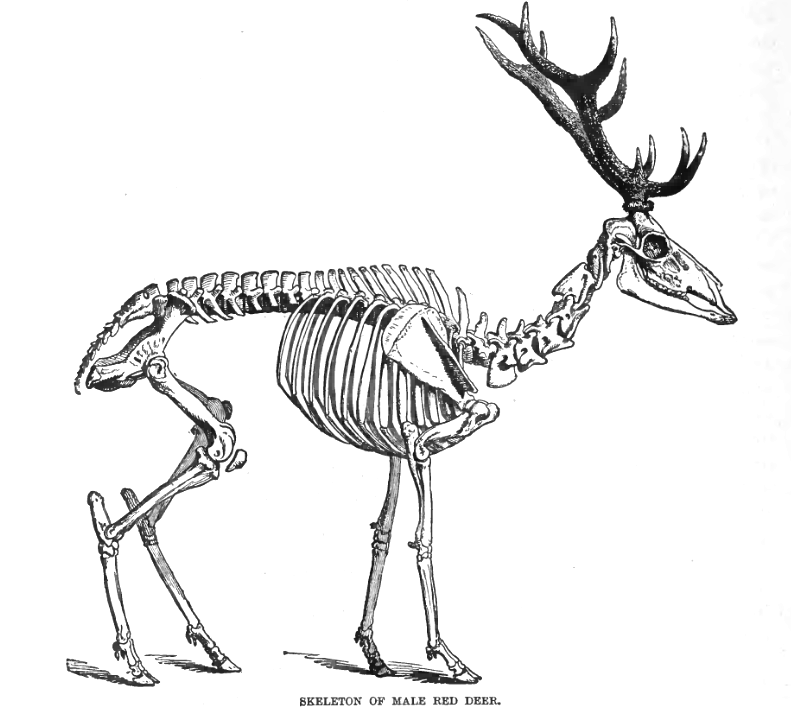
الهيكل العظمي للذكر.

هذه الأيائل حيوانات مجترّة أي أنها تأكل طعامها على مرحلتين، وهي تملك حوافر مشقوقة أو أظلاف على كل من قوائمها كما الجمال والماعز والماشية. لهذه الأيائل أيضا ذيل طويل مقارنة بغيرها من الأنواع القريبة لها في آسيا وأمريكا الشمالية، كما تظهر اختلافات دقيقة بين سلالات هذا النوع المختلفة وأبرزها القد وحجم القرون حيث تكون سلالة كورسيكا (الأيل الأحمر الكورسيكي) الموجودة على جزيرتي كورسيكا وسردينيا أصغرها حجما بينما تكون سلالة أوروبا الشرقية (أيل أوروبا الشرقية الأحمر) التي تعيش في آسيا الصغرى والقوقاز حتى غرب بحر قزوين أكبرها. أما أيائل أوروبا الغربية والوسطى فتختلف نسبة أحجامها بشكل كبير إلا أن أكبرها يتواجد في جبال الكربات بأوروبا الوسطى، ويعرف عن الأيائل الغربية بأنها تنمو إلى أحجام كبيرة بحال توفر لديها كميات وافرة من الطعام (بما فيها المحاصيل الزراعية) وقد نمت ذريتها التي أدخلت إلى نيوزيلندا والأرجنتين إلى أحجام ضخمة وأصبحت، هي وأيائل أوروبا الوسطى والشرقية، تنافس الألكة بقدها الكبير وقرونها الضخمة. ويلاحظ أن ضخامة حجم الذكر هي وحدها التي تؤخذ بعين الاعتبار بغض النظر عن الإناث التي تكون أصغر حجما بكثير.

### القد

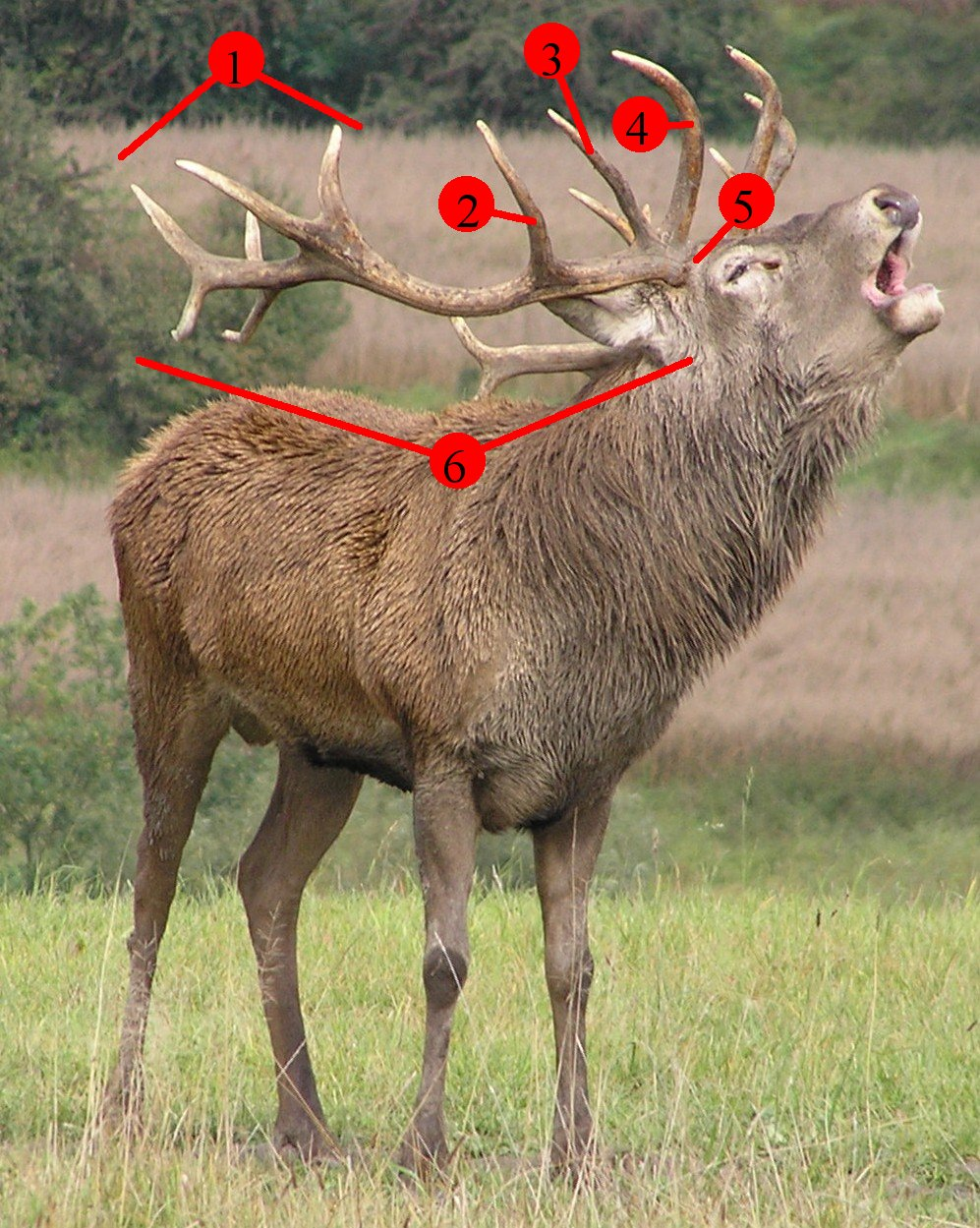
عدد فروع قرون ذكر الأيل الأحمر.

يبلغ عادة طول ذكر الأيل الأحمر (المسمّى بالوعل) في أوروبا 1.2 متر (4 أقدام) ويزن 295 كيلوغراما (650 رطل)، كما وتميل الأيائل الحمراء الأوروبية إلى أن تكون خمريّة اللون في الصيف ويمتلك ذكور العديد من السلالات لبدة قصيرة من الشعر حول أعناقها خلال الخريف. تميل الذكور في الجزر البريطانية والنرويج إلى امتلاك أسمك وأكبر اللبدات مقارنة بغيرها من السلالات بينما لا تمتلك ذكور السلالة الإسبانية وسلالة أوروبا الشرقية أي شعر حول أعناقها، إلا أن ذكور جميع السلالات تكون عضلات أعناقها أقوى وأثخن من تلك التي للإناث العديمة اللبدة. يعتبر الأيل الأحمر الأوروبي متأقلما للعيش في الأراضي الحرجية بصورة أساسية.
يبلغ طول جميع السلالات من الأنف إلى الذيل ما بين 2.1 و 2.4 أمتار، ووحدها الوعول تمتلك قرونا تبدأ بالنمو كل ربيع ومن ثم تسقط في نهاية الشتاء عادة من كل سنة. تتكون القرون من العظم وهي قد تنمو بمعدل 2.5 سنتيمترات في اليوم، وتتغطى القرون بغطاء من المخمل لحمايتها أثناء نموها في الربيع. تتميز قرون الذكور الأوروبية بكونها مستقيمة ومجعدة حيث يشكل الفرعين الرابع والخامس فيها ما يسمّى «بالتاج» أو «الكأس» لدى الذكور الأكبر حجما، بينما لا تظهر «الكأس» عند ذكور السلالات الأصغر حجما كسلالة كورسيكا.

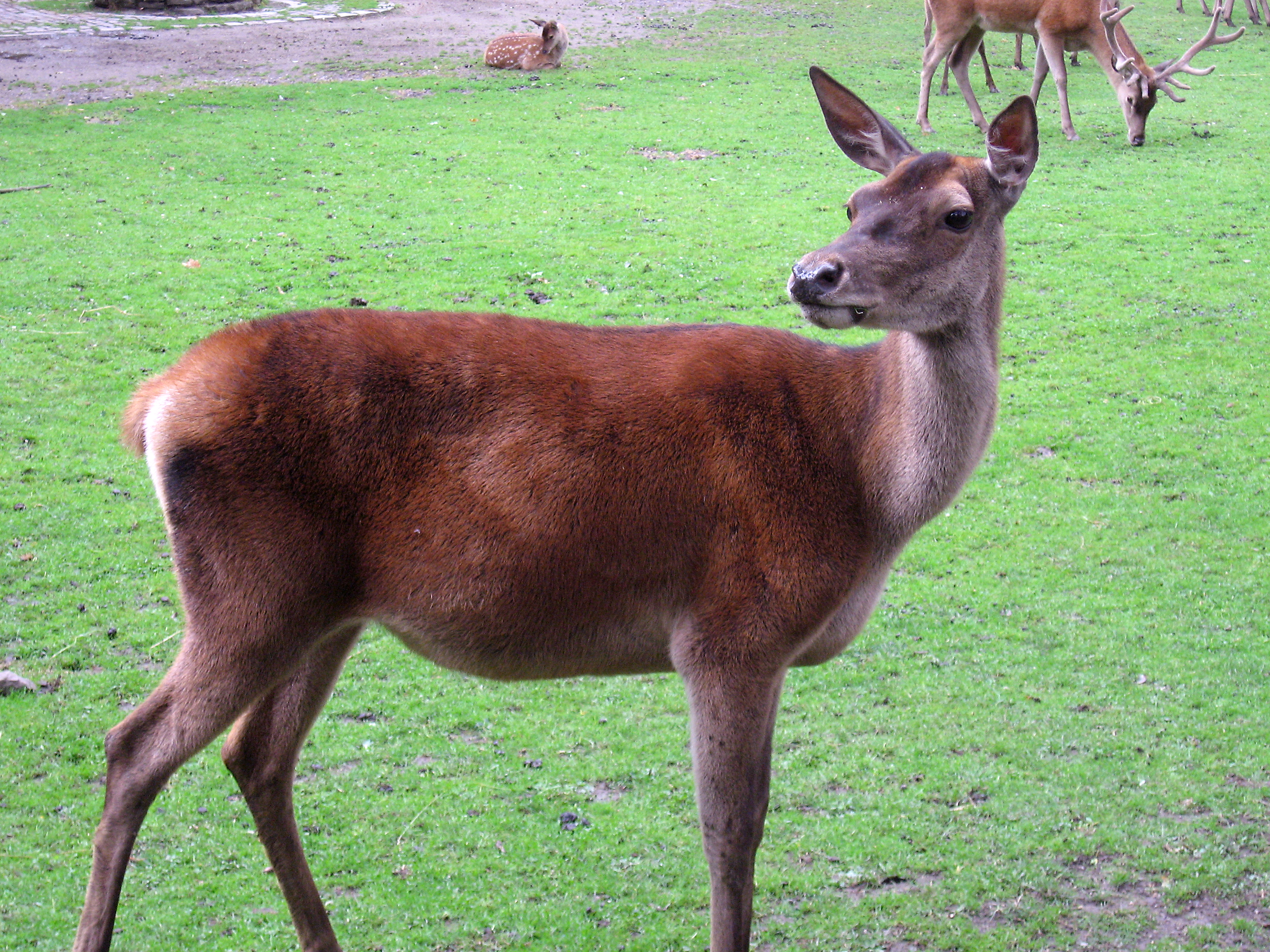
معطف أنثى الأيل الأحمر في الصيف.

تمتلك ذكور أوروبا الغربية فروعا ثانوية أصغر حجما من الفروع الأساسية، وقد لا تتواجد هذه الفروع في بعض الأحيان إلا أنها تتواجد بشكل شبه دائم في السلالة النرويجية. تمتلك ذكور أوروبا الشرقية فروعا ثانوية ضخمة وكؤوسا أصغر حجما من تلك التي لذكور أوروبا الغربية، وتكون القرون ناعمة في العادة وهي تنمو عبر ضخ التستوسترون المستمر ولذلك فعندما تهبط نسبة تلك الهرمونات في الخريف يتقشّر المخمل وتتوقف القرون عن النمو.

### الكِسوة
ينمو لجميع سلالات الأيل الأحمر معطفا سميكا من الشعر خلال الخريف لحمايتها من البرد، وأثناء هذه الفترة أيضا تنمو لبعض الذكور لبداتها. يمكن التميز بين السلالات المختلفة للأيل الأحمر عن طريق معاطفها الشتويّة والخريفيّة، فسلالة أوروبا الشرقية تمتلك شعرا رماديا داكن وبقعة باهتة على الأرداف أكثر تميزا ووضوحا (شبيهة بتلك التي للألكة وبعض أيائل آسيا الوسطى) من تلك التي لسلالة أوروبا الغربية التي تمتلك معطفا بنيا ضارب إلى الرمادي وبقعة داكنة ضاربة إلى الصفار على الأرداف خلال فصل الشتاء. تقوم الأيائل بطرح معطفها الشتوي عند بداية الصيف عبر حك جسدها بالأشجار والصخور لنزع الشعر الزائد، ولهذه الحيوانات أنماط ألوان تختلف باختلاق المواسم والمسكن حيث تكون رمادية وذات أنماط باهتة خلال الشتاء وقاتمة ضاربة إلى الحمرة خلال الصيف، وللبعض من الأفراد أيضا رقطا على ظهرها خلال هذا الفصل.

## الانتشار والمسكن

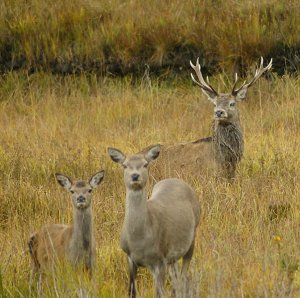
وعل وأنثيان في منتزه كيلّرني الوطني في أيرلندا.

ظهرت أسلاف الأيل الأحمر منذ 12 مليون سنة خلال العصر الحديث القريب في أوراسيا بحسب ما تفيد المستحثات التي عثر عليها، ويعتقد البعض من العامّة أن هذه الأيائل تتحدر من نوع منقرض يعرف بالألكة الإيرلندية والتي عاشت حتى العصر الجليدي الأخير إلا أنه في الواقع لا يرتبط هذين النوعين ببعضهما أبدًا، فالألكة الإيرلندية التي كانت أضخم أنواع الأيائل وثيقة الصلة بالأيل الأسمر أكثر من باقي الأنواع.

### في الموطن الأم
يعتبر الأيل الأحمر من أضخم أنواع الطرائد الموجودة في جنوب غرب آسيا (الأناضول والقوقاز وأقصى شمال العراق) وشمال غرب أفريقيا وأوروبا التي ينظر في بعض بلدانها (مثل بريطانيا وأيرلند) إلى الأيل الأحمر على أنه أضخم الثدييات غير المستأنسة التي لا تزال تعيش فيها. تعرف السلالة في شمال إفريقيا بالسلالة البربرية أو الأيل البربري، وهي تعيش في شمال غرب القارة في جبال أطلس وهي بهذا تكون الأيائل الوحيدة التي تستوطن إفريقيا بشكل طبيعي. تماثل هذه السلالة سلالة أوروبا الغربية في الشكل، وقد اعتبر منذ منتصف تسعينات القرن العشرين أن المغرب وتونس والجزائر هي الدول الإفريقية الوحيدة التي تأوي الأيل الأحمر. وتظهر الأحافير من فلسطين أن الأيل الأحمر كان يعيش في شمال البلاد والدول المجاورة قبل أن ينقرض منذ آلاف السنين لأسباب طبيعيّة على الأرجح ويفترض البعض بأن الصيد قد ساهم في اختفائه من هذه الدول أيضا.

### كنوعٍ دخيل
تأقلمت الأيائل الحمراء المدخّلة إلى نيوزيلندا وأستراليا بشكل كبير مع مناخ وطبيعة تلك الدول وانتشرت بأعداد كبيرة (خاصة في نيوزيلندا) لدرجة أصبحت معها تشكل مصدر إزعاج خطير للمزارعين وتهدد النباتات والحيوانات البلديّة، كما وتستغل هذه الحيوانات في تلك الدول عبر الصيد بشكل كبير. وصلت أولى الأيائل الحمراء إلى نيوزيلندا عام 1851 وأطلق سراحها في الجزيرة الجنوبية، لكن الأنثى منها قُتلت قبل أن تتسنى لها الفرصة للتزاوج، فأعيد إحضار ذكر أخر وأنثيين عام 1861 وأطلق سراحها حيث تكاثرت بسرعة كبيرة. أطلق سراح أولى الأيائل الحمراء في الجزيرة الشمالية بالقرب من مدينة ولينغتون، واستمر استقدام هذه الحيوانات وتحريرها بشكل منظم حتى عام 1914. وفي الفترة الممتدة بين عاميّ 1851 و1926 جرت 220 عملية إطلاق لهذه الحيوانات تضمنت إدخال ما يزيد عن 800 رأس منها إلى البلاد.

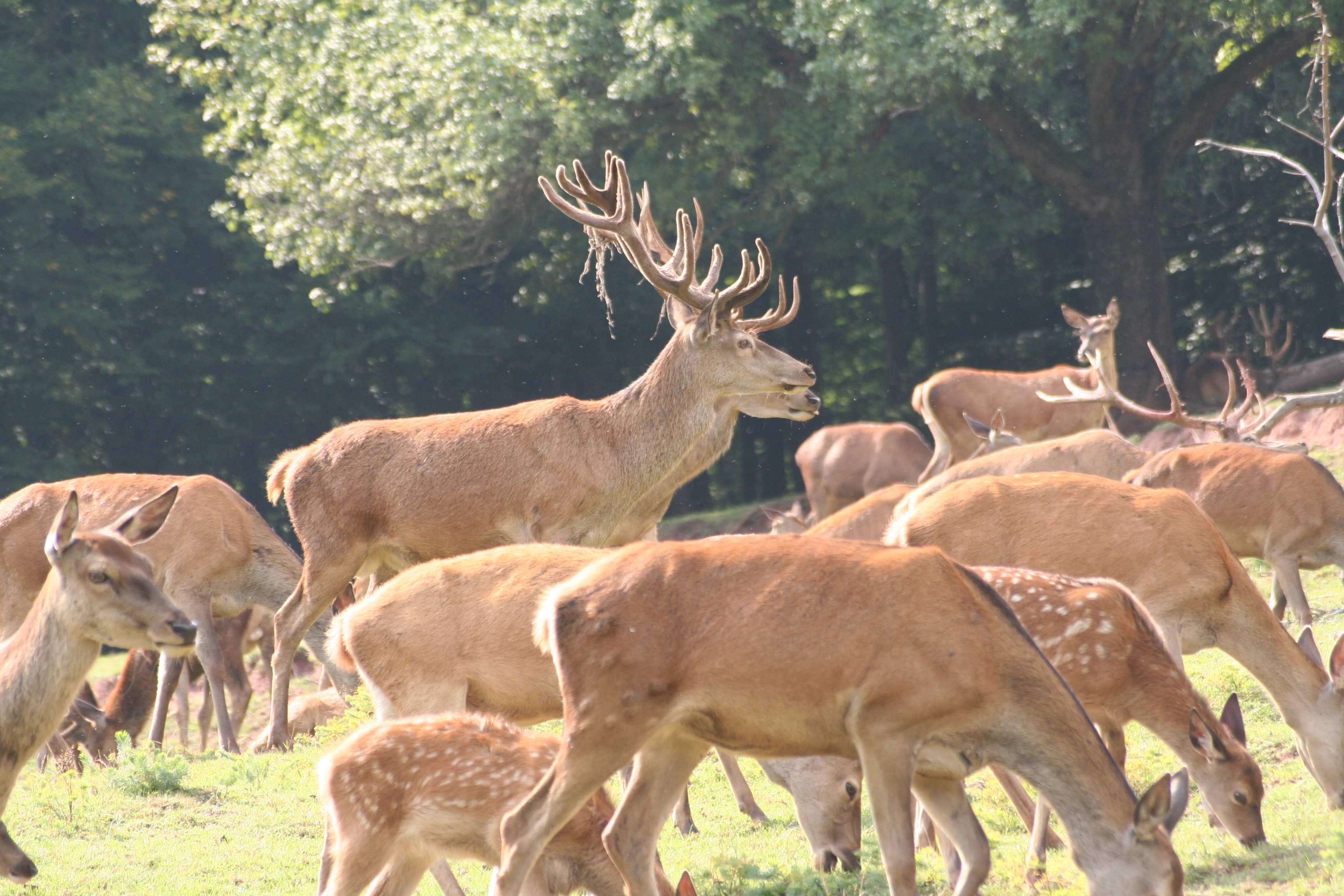
قطيع من الأيائل الحمراء في أراض مرتفعة خلال أواخر الصيف، لاحظ قرون الذكر المكسوة بالمخمل في المراحل الأخيرة من نموها.

يُعتقد أن أولى الأيائل التي وصلت إستراليا كانت الحيوانات الستة التي أرسلها الأمير ألبرت عام 1860 من منتزه ويندسور الكبير إلى «طوماس كرينسايد» الذي كان يُنشئ قطيعه الخاص جنوبي غرب ملبورن. وفي السنوات التالية أدخل المزيد من الأيائل إلى نيوساوث ويلز، كوينزلاند، جنوب أستراليا، وغربها. تعيش معظم الأيائل الحمراء اليوم في أستراليا في أراض خاصة حيث تُستخدم للصيد الترفيهي، وما زال هناك جمهرة برية كبيرة في فكتوريا، وبعض الجمهرات الأقل عددا في أماكن أخرى.
أما في شمال إفريقيا وأوروبا الجنوبية فإن أعداد هذه الحيوانات تستمر بالتراجع، وفي الأرجنتين كان لإدخال الأيل الأحمر أثر سلبي على الحياة البريّة الأصليّة وقد صنفه الاتحاد الدولي لحفظ الطبيعة ومواردها على أنه أحد أسوء الحيوانات الدخيلة المئة في العالم.

### الهجرة
تمضي الأيائل الحمراء شتائها في أوروبا في المناطق المنخفضة والحرجيّة عادة، وخلال الصيف تنتقل إلى ارتفاعات أعلى حيث تكون كميات الطعام أكبر لكي تقوم بتغذية نفسها استعدادا لموسم الولادة.

## التصنيف

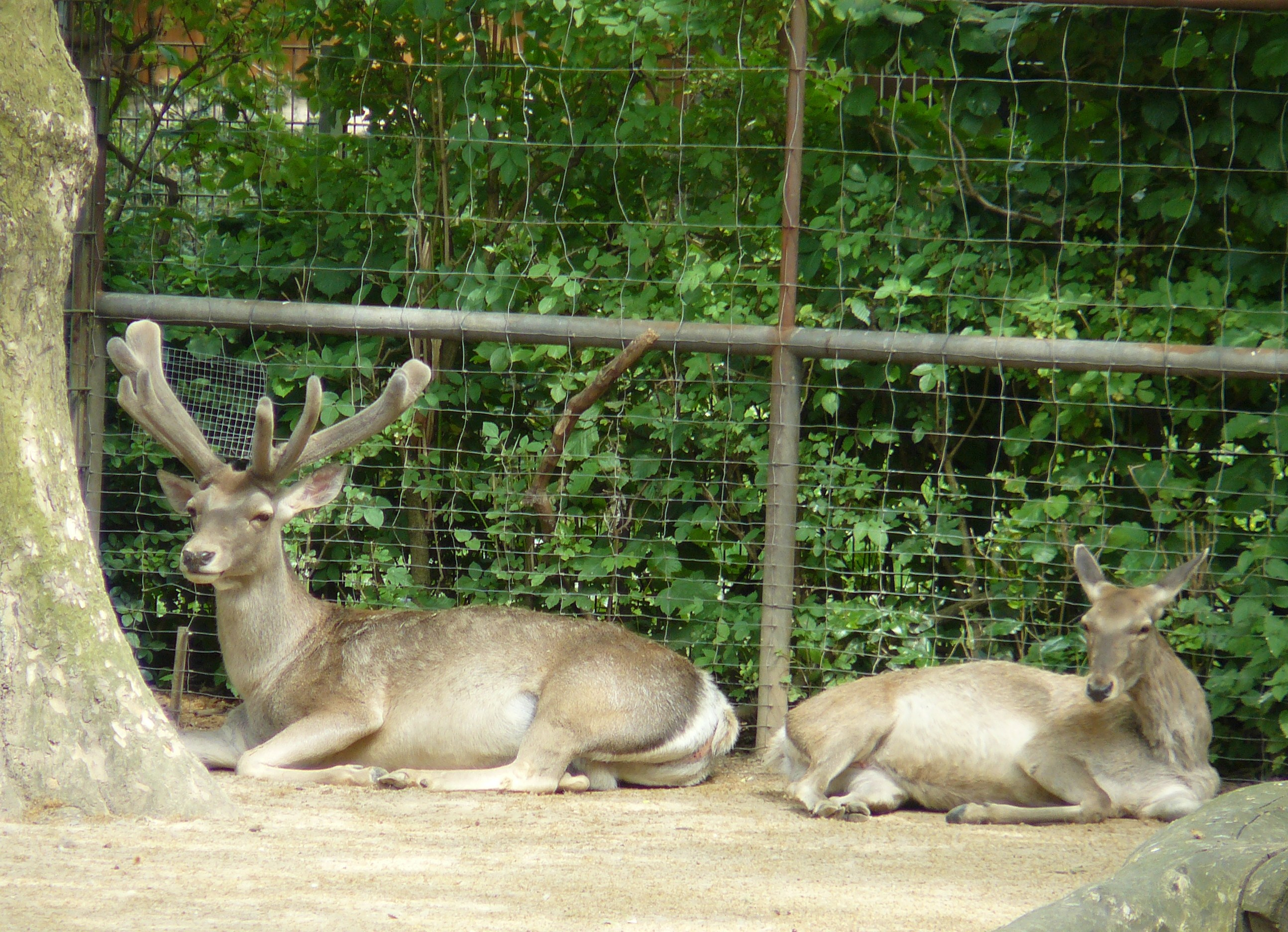
أيل آسيا الوسطى أو الأيل الباختري.

كان علماء الأحياء يعتقدون حتى مؤخرا أن الأيل الأحمر والألكة (أو الوابيتي) يصنفان على أنهما نفس النوع والتي يمتد نطاق موطنه عبر أوراسيا المعتدلة وأميركا الشمالية، وقد استندوا في نظريتهم هذه على أن الهجين بين النوعين في الأسر يكون دائمًا غير عقيم وهذا لا يمكن أن يحصل بحال كان كلا منهما نوعا مختلفا. إلا أن تصرّف الحيوانات في البريّة يكون إجمالا مختلفا عن تصرفها في الأسر وافتراض أن النتائج نفسها التي حصلت في الأسر كانت ستحصل في البريّة لا يعتبر المنهجيّة الفضلى للتفرقة بين الأنواع.
وقد أظهرت دراسات الحمض النووي مؤخرا للعديد من سلالات الأيل الأحمر والألكة أنه لا يوجد أكثر من 9 سلالات للأيل الأحمر وبالتالي فإنه يفترض أن يصنف الوابيتي أو الألكة من أمريكا الشمالية وآسيا الشرقية والشمالية، والأيل الأحمر من أوروبة، آسيا الغربية، وشمال إفريقيا على أنهما نوعين منفصلين خصوصا بعدما ظهر أن الألكة قريب لأيل السيكا وأيل ثورولود (من ناحية حمضه النووي) أكثر من الأيل الأحمر.

### السلالات
يصنف الاتحاد العالمي للحفاظ على الطبيعة والموارد الطبيعية السلالات التسعة للأيل الأحمر على الشكل التالي: ثلاثة مهددة بالانقراض، واحدة معرضة للانقراض، واحدة شبه مهددة، وأربعة لا تتوافر بشأنها معطيات كافية لتصنيفها. إلا أن النوع ككل يصنف على أنه غير مهدد، ولكن يجدر بالإشارة أن هذا التصنيف تم في خلال الفترة التي اعتبر فيها أن الوابيتي سلالة من سلالات الأيل الأحمر.
بالإضافة إلى ذلك فهناك البعض من سلالات آسيا الوسطى (الأيل الباختري وأيل يركند) التي تعتبر معزولة جغرافيا عن الأيل الأحمر الغربي والوابيتي، وتمثل هذه السلالات مجموعة تحتيّة أصليّة قريبة جينيا إلى الأيل الأحمر أكثر من الألكة. يظهر في الجدول أدناه سلالات الأيل الأحمر المختلفة بما فيها المجموعة التحتيّة سالفة الذكر.
| الاسم                            | السُلالة                     | حالة الانحفاظ             | الموطن التاريخي |
| -------------------------------- | --------------------------- | ------------------------- | --- |
| أيل أوروبا الغربية الأحمر        | Cervus elaphus elaphus      |                           | أوروبا الغربية |
| أيل أوروبا الوسطى الأحمر         | Cervus elaphus hippelaphus  |                           | أوروبا الوسطى، البلقان                                                                                             |
| المارال أو الأيل الأحمر القزويني | Cervus elaphus maral        |                           | آسيا الصغرى، شبه جزيرة القرم، القوقاز، العراق، بلاد الشام، وشمال غرب إيران                                         |
| الأيل الأحمر الاسكتلندي          | Cervus elaphus scoticus     |                           | اسكتلندا |
| الأيل الأحمر الكورسيكي           | Cervus elaphus corsicanus   | قريب من خطر الانقراض (قب) | كورسيكا، سردينيا؛ يُحتمل أنه أُدخل في قديم الزمان إلى شمال إفريقيا وتتحدر منه جميع الأيائل البربريَّة حاليًا            |
| الأيل الباختري                   | Cervus elaphus bactrianus   | مُهدد بدرجة دنيا (D1)      | أفغانستان، كازاخستان، تركمانستان، أوزبكستان، وطاجيكستان                                                            |
| أيل يركند                        | Cervus elaphus yarkandensis | مُهدد بدرجة وسطى (A1a)     | شينجيانغ |
| الأيل البربري                    | Cervus elaphus barbarus     | قريب من خطر الانقراض (قب) | تونس، الجزائر، المغرب؛ يُحتمل أنَّ جميع الجمهرات تتحدر من الأيائل الحمراء الكورسكيَّة التي أدخلت إلى شمال إفريقيا قديمًا |

## عادات النوع

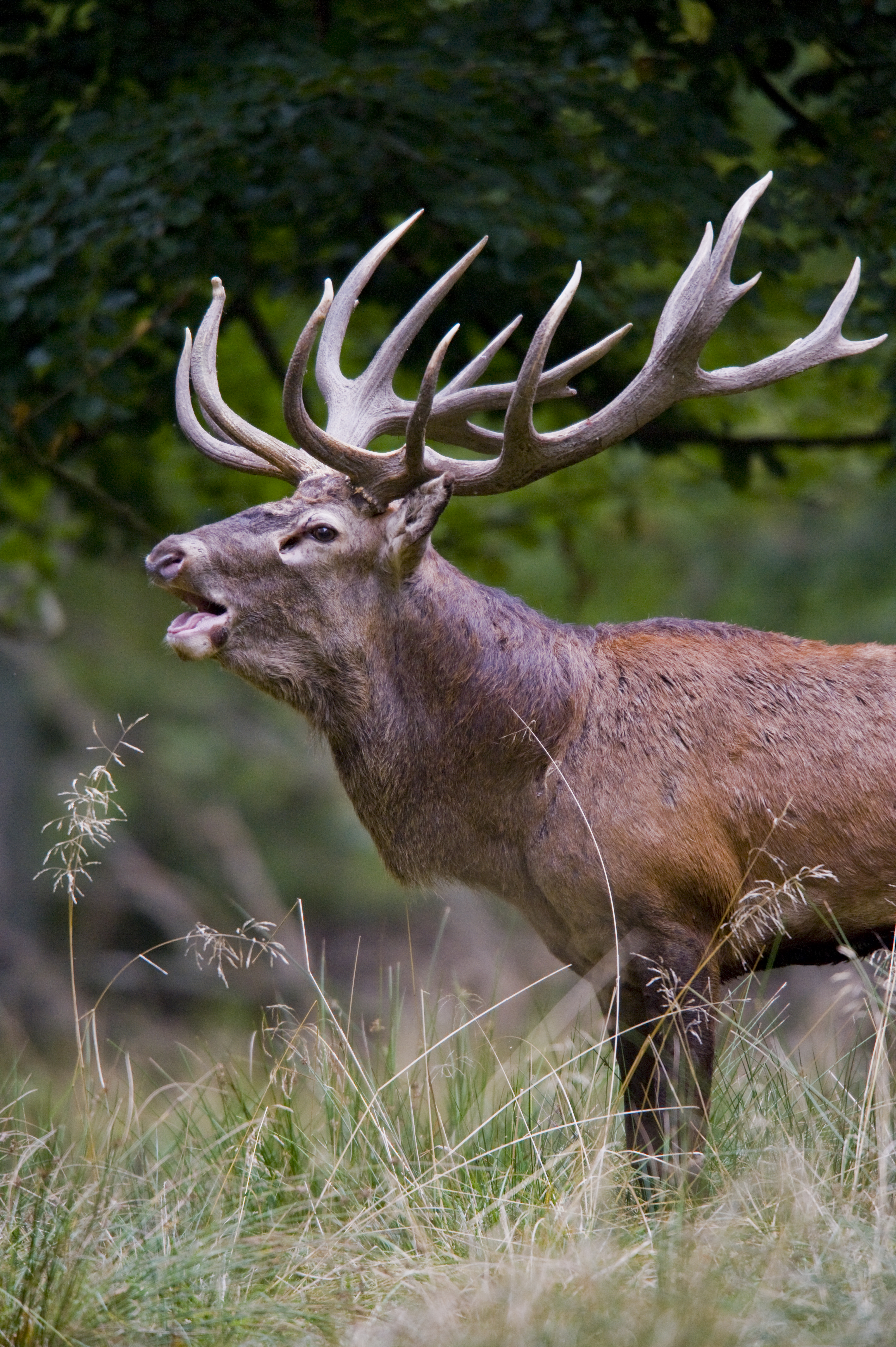
ذكر يزأر خلال موسم التناسل لتعليم حدود حوزه واجتذاب الإناث.

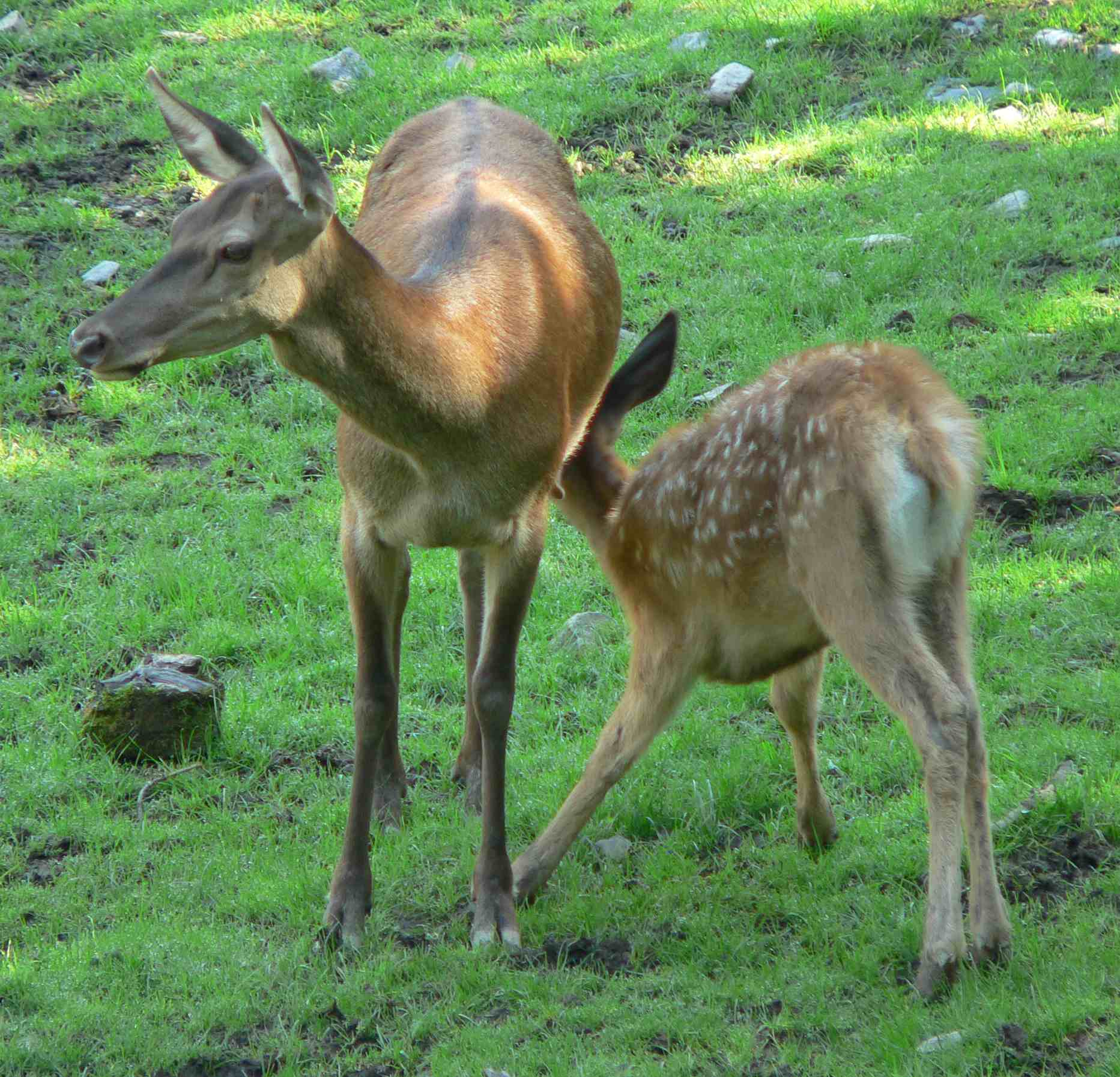
أنثى ترضع صغيرها.

تعيش الأيائل الحمراء الناضجة في معظم أوقات السنة في قطعان أحادية الجنس عادة، أما خلال موسم التزاوج، المسمّى بمرحلة الدورة النزوية، فتقوم الذكور البالغة بالتنافس مع بعضها لجذب اهتمام الإناث والتي تحاول الدفاع عنها بحال نجحت في اجتذابها. تتحدى الذكور بعضها عبر الجأر والمشي بخطى متوازية مما يسمح لكلا الطرفين أن يقدّر حجم جسد وقرون الطرف الآخر بالإضافة لقوته، وبحال لم يتراجع أي منهما فإن الوعول تشتبك بقرونها وقد يؤدي هذا في بعض الأحيان إلى إلحاق الأذى بأحد الوعول.
تلاحق الذكور المسيطرة مجموعات الإناث خلال الدورة النزوية التي تمتد من أغسطس حتى أواخر الشتاء، وقد يكون على الذكور أن تحمي حوالي 20 أنثى من ملاحقة الذكور الأقل جذبا بالنسبة لها أو الصغيرة بالسن. وحدها الذكور الناضجة، التي بلغت ريعانها (8 سنوات)، تعتبر قادرة أن تسيطر على مجموعة كبيرة من الإناث تعرف بالحريم، أما الذكور التي تتراوح إعمارها بين سنتين و4 سنوات فنادرا ما تسيطر على حريم وتمضي معظم الدورة النزوية في محيط قطعان الحريم الأكبر حجما كما تفعل الذكور التي فاقت 11 عاما.
تتمسك الذكور الصغيرة السن، كما تلك الأكبر سنا، بحريمها طيلة موسم التزاوج على عكس الذكور التي بلغت ريعانها، ونادرا ما تأكل الذكور المتمسكة بالحريم وبالتالي فإنها تفقد ما يزيد عن 20% من وزنها. تقل فرص الذكور الضعيفة، التي دخلت موسم التزاوج بحالة يرثى لها، في النجاة والوصول إلى فترة التصميم أو ذروة الموسم.
لذكور الأيل الأحمر الأوروبية زئير مميز تصدره خلال الدورة النزوية، ويعتبر هذا التصرف تأقلما مع البيئة الغابويّة التي تعيش فيها الحيوانات، على عكس ذكور الوابيتي أو الألكة التي تصفّر خلال تلك الدورة تأقلما مع البيئة المفتوحة التي تقطنها. يزأر الأيل الذكر لتجميع إناثه بقرب بعضها، وتنجذب الإناث لتلك الذكور التي تزأر كثيرًا وذات الصوت الأعلى والأقوى. كما ويقوم الذكر بالزئير عندما يتنافس مع ذكر آخر للسيطرة على الإناث وعندما يحاول إثبات سيطرته، ويعتبر الزئير أكثر شيوعا خلال فترة أوائل الفجر وأواخر المساء أي الفترة التي تكون فيها الأيائل ناشطة إجمالا.

### التناسل، الحمل، ومدى الحياة

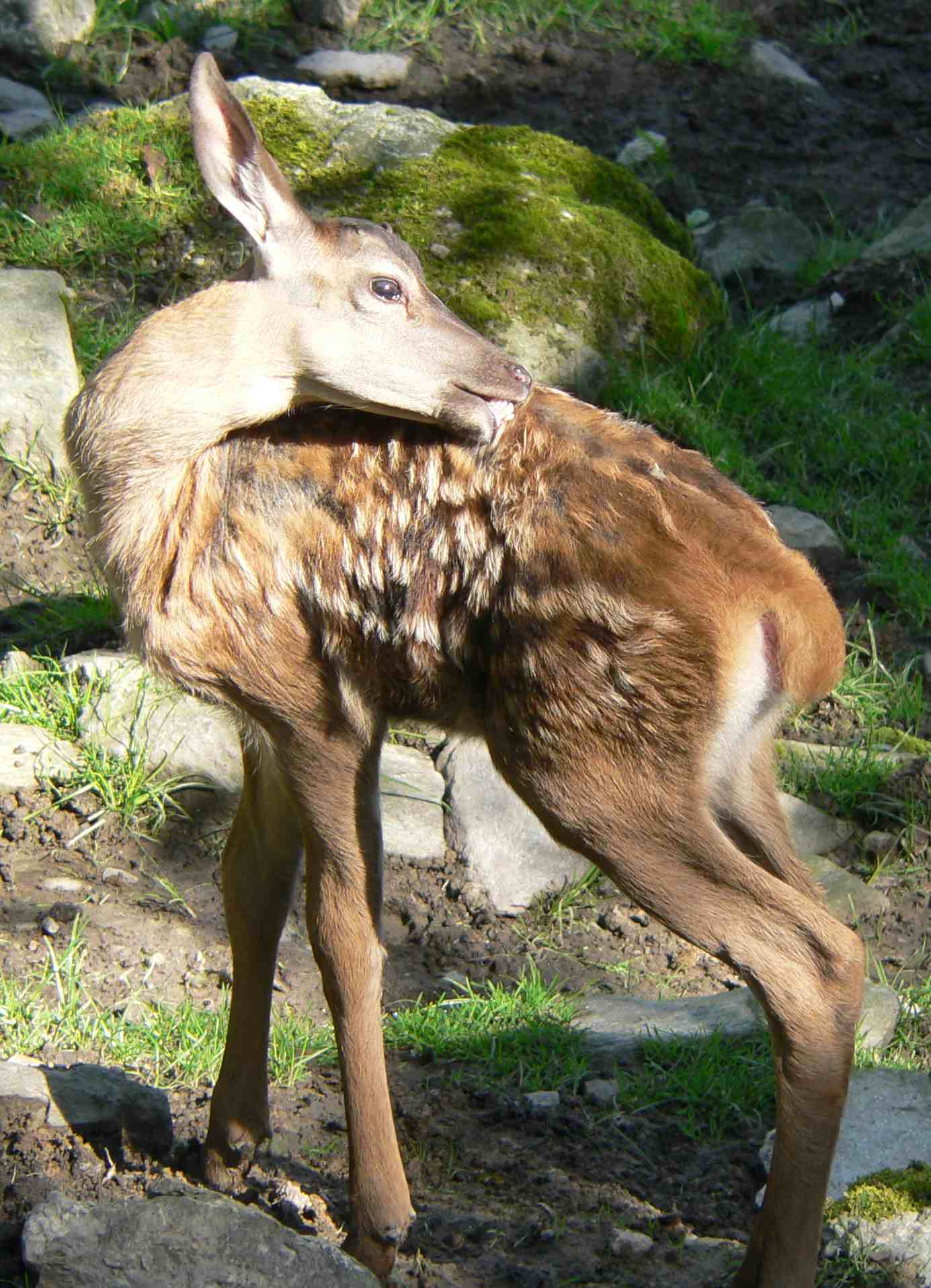
خشف الأيل الأحمر.

يتميز نمط تزاوج الأيائل الحمراء بتعدد محاولات التزاوج قبل التزاوج الفعلي الناجح، فالذكر قد يتزاوج عدة مرات مع أنثى واحدة قبل أن ينتقل إلى أنثى أخرى من حريمه. تستطيع الإناث التي بلغت السنتين من العمر أن تنجب صغيرًا واحدا، ونادرا اثنين، خلال العام. تدوم فترة الحمل ما بين 240 و262 يوما لدى جميع السلالات وتزن الصغار عند الولادة بين 15 و16 كيلو غراما (33 إلى 35 رطلا)، وتستطيع الانضمام إلى القطيع بعد مرور أسبوعين وتفطم تماما بعد شهرين. تفوق نسبة إناث الأيل الأحمر الصغار نسبة الذكور بإثنين مقابل واحد، وجميع الصغار تولد مرقطة كالعديد من فصائل الأيائل الأخرى ومن ثم تفقد رقطها عند نهاية الصيف، إلا أنه وكالعديد من أيائل العالم القديم يبقى لبعض البالغين بضعة بقع على ظهرها عندما تكتسي بمعطفها الصيفي. تبقى الصغار مع أمهاتها لسنة كاملة تقريبا ولا ترحل إلا بحلول موسم الإنجاب التالي.
تعيش الأيائل الحمراء حتى تبلغ 20 عامًا في الأسر وما بين 10 و13 عامًا في البريّة، إلا أن بعض السلالات التي لا تتعرض كثيرًا لضغط الضواري قد تعيش لتبلغ 15 عاما.

### الحماية من الضواري

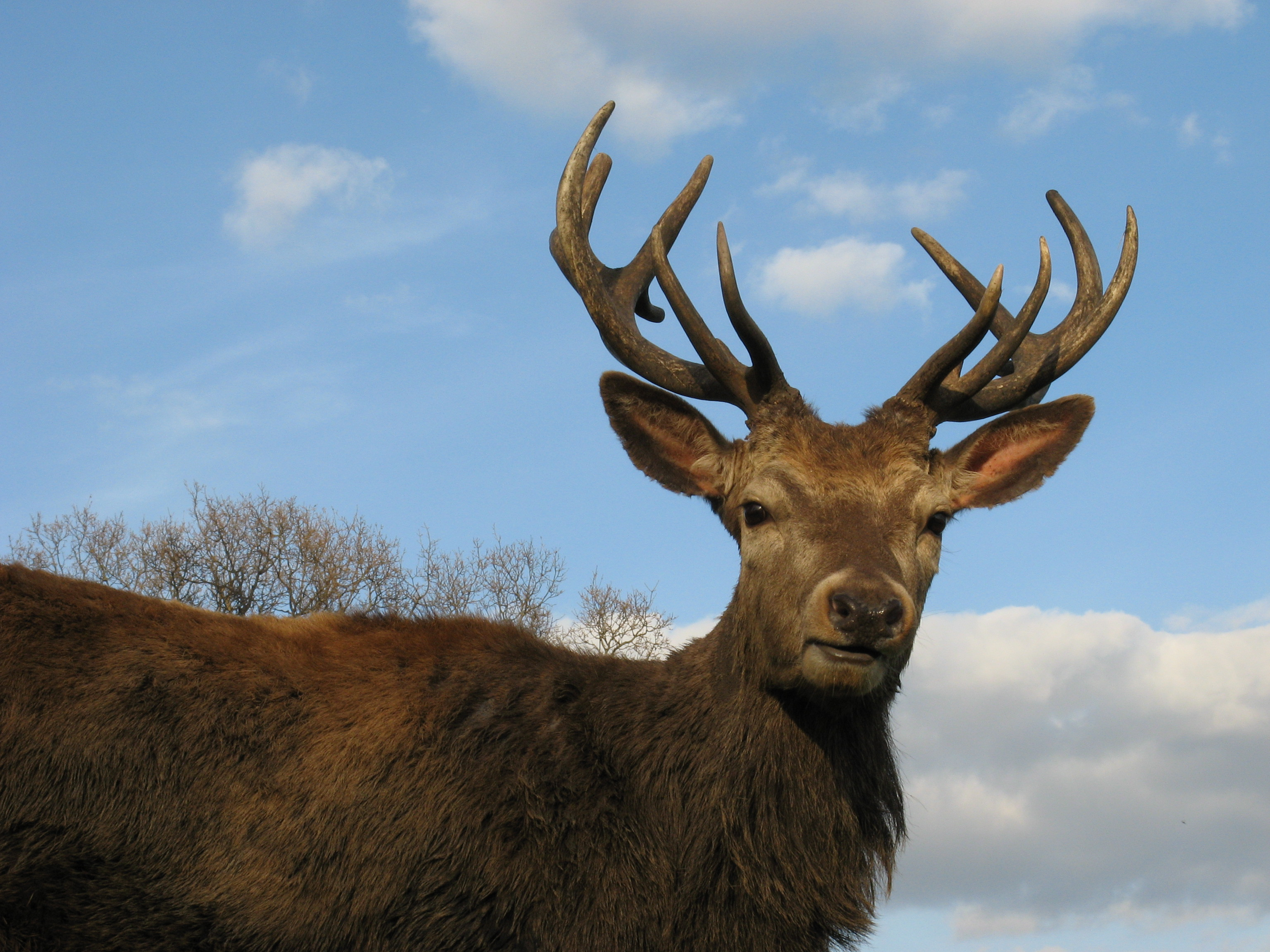
وعل يحمل قرونا.

تحمل الذكور قرونا لفترة تزيد عن نصف السنة، وخلال هذه الفترة تعتبر أقل حبا للاجتماع ونادرا ما تشكل مجموعات مع غيرها من الأيائل الذكور. تساعد القرون الأيل على حماية نفسه بالإضافة لقوائمه الأمامية القوية التي يستخدمها كلا الجنسين للركل عند التعرّض لهجوم، وعندما تسقط قرون الوعول تقوم هذه الأخيرة بتشكيل قطعان عازبة لحماية أنفسها بشكل أفضل. وعادة ما يكون هناك في القطيع فرد واحد أو أكثر يراقب المحيط احتمالا لاقتراب مفترس بينما يستريح ويرعى الأفراد الباقون.
تشكل الإناث قطعانا ضخمة يصل عدد أفرادها إلى 50 رأسا بعد الدورة النزوية، وتبقي الإناث أخشافها بالقرب منها عبر إصدار وتبادل سلسلة من الأصوات بينها كما وتشكل حضانات ضخمة خلال ساعات النهار وتبقي صغارها مجتمعة ومتقاربة فيها بصورة دائمة ومستمرّة. تثبت أقوى وأضخم الإناث في مكانها بحال اقترب منها مفترس وتقوم بركله بقوائمها الأمامية، إلا أن الجأر والثبات لا تستخدم إلا ضد بعض الضواري أما أكثرها تصميما وعزما فلا تنفع ضده. تعتبر الذئاب (بغض النظر عن الإنسان والكلاب المستأنسة) أخطر المفترسات التي قد يواجهها الأيل الأحمر في أوروبة كما الدب البني الذي يفترس أحيانا هذه الأيائل، كما أنه قد تقتات الخنازير البرية والوشق الأوراسي على الأخشاف. ولعل النمور (المنقرضة الآن على الأرجح) في آسيا الصغرى كانت تفترس أيائل أوروبة الشرقية الحمراء، وكذلك الأمر في جبال أطلس حيث كانت كلا الأسود والنمور المنقرضة هناك الآن تفترس الأيائل البربرية.

## تمثيل الأيل الأحمر في التراث

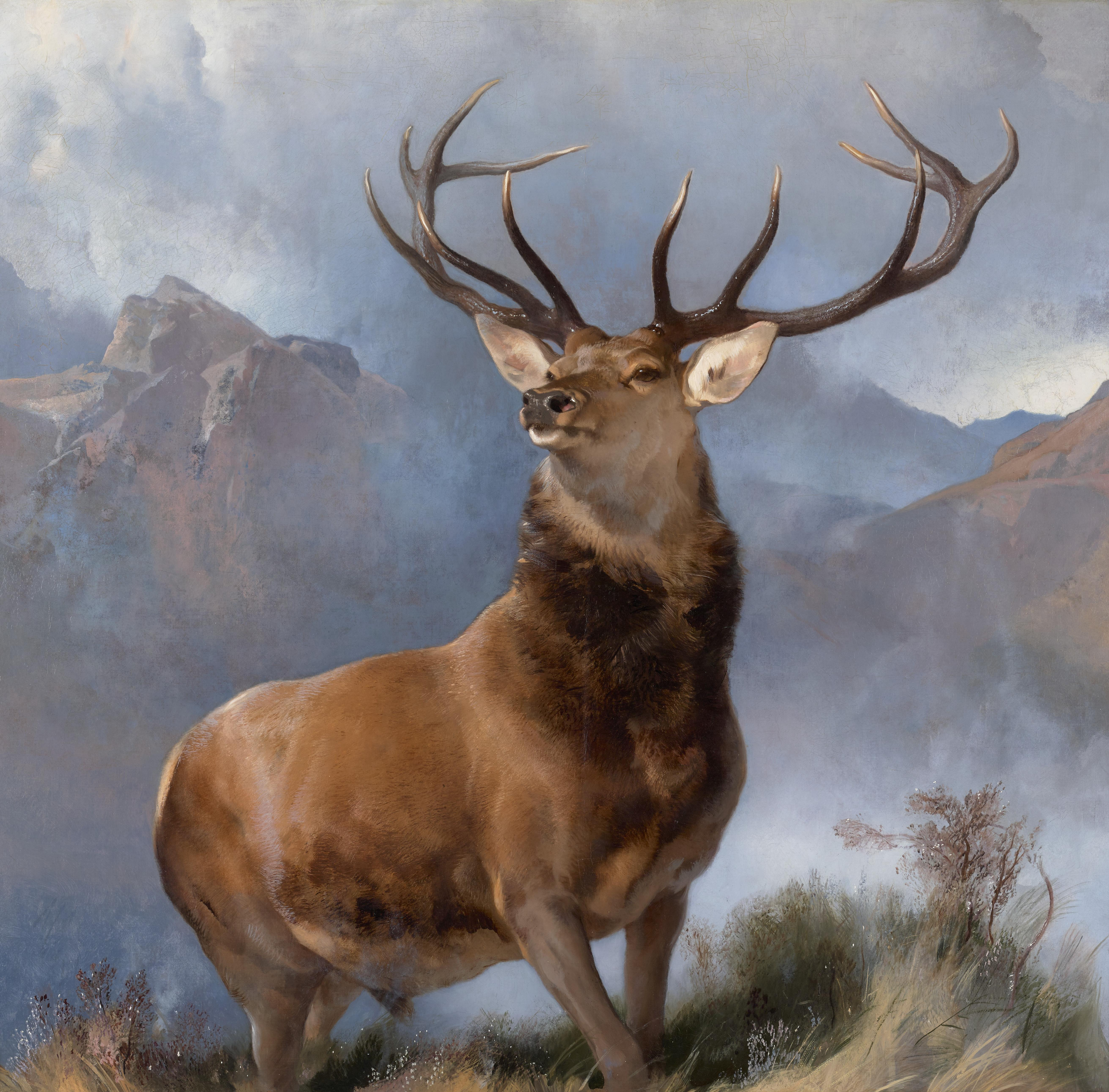
ملك الوادي بريشة السير إدوين لاندسير 1851 تصور أيل احمر في مرتفعات أسكتلندا الشاهقة، معروضة في المعرض الوطني الإسكتلندي.

تم تمثيل الأيل الأحمر منذ العصور القديمة في رسوم الكهوف في العديد من الكهوف الأوروبية، وقد قدر عمر بعض هذه الرسوم بما يقارب 40,000 سنة خلال العصر الحجري، وقد ظهرت أيضا الأيائل الحمراء بشكل كبير في رسوم العديد من الكهوف السيبيرية التي قدّر عمرها بحوالي 7,000 سنة بما فيها ما يمكن النظر إليه على أنه رسم ذو طبيعة روحانية مما يدل عل أهمية تلك الحيوانات بالنسبة لأهل تلك المنطقة (يجدر بالإشارة أن تلك الحيوانات الممثلة في سيبيريا هي على الأرجح ألكة وليست بأيائل حمراء). ظهرت هذه الأيائل أيضا في بعض النقوش في اسكتلندا خلال أوائل العصور الوسطى (550 - 850 م.) على أنها إما طرائد للإنسان أو لحيوانات ضارية.

## منتجات الأيل الأحمر

نمو قرون الأيل الأحمر عبر السنين.

يحتفظ بالأيل الأحمر في الأسر لأسباب متعددة ومن هذه الأسباب الصيد، حيث تقوم بعض مزارع الطرائد بتربية الأيائل ذات الخصائص المعينة لكي تشكل طرائد مغرية للصيادين الذين يدفعون رسما معينا مقابل حصولهم على فرصة مضمونة لصيد أيل (بما أن هذه الأيائل تكون محصورة ضمن منطقة مسيجة ولا تستطيع الهرب بعيدا). ولا يستهلك لحم الأيل بشكل كبير عادة إلا أن بعض المطاعم المختصة في بعض الدول تقوم بتقديم هذا اللحم بشكل موسمي، ويعتبر لحم الأيل (الذي يسمونه بلحم الغزال أحيانا) مغذيا وغنيا بالطعم وهو يحتوي على نسبة عالية من البروتين ونسبة منخفضة من الدهون مقارنة بلحم البقر والدجاج. ولا تزال الألكة تصاد في بعض دول آسيا الوسطى كمصدر للحم.
ينتج الأيل الأحمر من 10 إلى 11 كيلو غراما (22 إلى 25 رطلا) من مخمل القرون سنويا، ويتم تجميع هذا المخمل في المزارع في نيوزيلندا، الصين، سيبيريا وغيرها من الدول ويتم تصديره إلى آسيا الشرقية لبيعه في الأسواق كدواء تقليدي، وتحتل كوريا الجنوبية المركز الأول في كونها الدولة المستهلكة الأولى. وفي روسيا يتم تصنيع دواء من المخمل تحت اسم إشارة «بنتوكرين» (باللاتينية: Pantocrinum)، كما ويعتبر أهل آسيا الشرقية أن القرون نفسها لديها خصائص طبيّة وغالبا ما تطحن وتستخدم بكميات صغيرة.
كانت شعوب الهون، التركمان، المغول، والكوريين تربّي فصائل قريبة للأيل الأحمر مثل أيل آسيا الوسطى الأحمر، الوابيتي، أيل ثورولد، وأيل السيكا في المزارع للحصول على منتجاتها وقد قامت بعض الدول الغربية حاليا مثل نيوزيلندا والولايات المتحدة بتربية الأيائل الحمراء الأوروبية لنفس الأغراض. كما وتستخدم قرون الأيل الأحمر حول العالم للزينة وكأثاث للمنازل وغير ذلك.